# 賈柏莉兒·索利斯
蘇嘉碧（英語：Gabrielle Marquez；前姓Solís，又稱Gabby）是ABC電視劇系列《靚太唔易做》的女主角之一。這角色由伊娃·朗格莉亞飾演。

## 第一季
賈柏莉兒在和丈夫卡洛斯結婚前，是一名時裝模特兒。當故事一開始，賈柏莉兒和卡洛斯·索利斯結婚的目的只是貪圖他的財產。實際上丈夫只能夠滿足她的物質，並不能滿足她的心靈。因此，賈柏莉兒和家中的青年園丁約翰·羅蘭發展一段不輪戀來。
後來賈柏莉兒最後才知道她的最愛是卡洛斯。但同時卡洛斯懷疑賈柏莉兒有外遇，他派了她母親璜莉達來跟蹤賈柏莉兒，後來璜莉達拍下她和約翰在床上的照片，但璜莉達後來被安德魯·范迪坎的車撞到昏迷。
正當所有的事都過去了，賈柏莉兒最後發現自己懷孕了，另一方面約翰仍對賈柏莉兒窮追不捨。在最後賈柏莉兒在法庭上把一切都供了給卡洛斯，卡洛斯也被判入獄。

## 第二季
卡洛斯入獄後，賈柏莉兒嘗試修補兩人的關係。同時新鄰居貝蒂·艾波懷特神秘的兒子卡魯·艾波懷特闖入她的家中，使賈柏莉兒流產了。